# Xhemal Gjunkshi
Xhemal Gjunkshi (ur. 30 stycznia 1963 w Peshkopii) – albański wojskowy w stopniu generała majora (gjeneral major), w latach 2011–2013 szef Sztabu Generalnego Albańskich Sił Zbrojnych.

## Życiorys
W 1985 roku ukończył naukę w liceum wojskowym w Tiranie, następnie rozpoczął służbę wojskową. Dowodził kolejno plutonem, kompanią i batalionem w Peshkopii, jednocześnie kształcił się na jednej z tureckich uczelni wojskowych, którą ukończył w 1998 roku. Od 1998 do 2004 roku zajmował różne stanowiska w Sztabie Generalnym Albańskich Sił Zbrojnych i w Ministerstwie Obrony, następnie przez trzy lata pełnił funkcję attaché wojskowego w Turcji.
W 2007 roku został mianowany dowódcą jednego z pułków, dwa lata później jako generał brygady (gjeneral brigade) dowodził Dowództwem Wsparcia, następnie Brygadą Logistyczną. 8 sierpnia 2011 roku został mianowany szefem Sztabu Generalnego Albańskich Sił Zbrojnych, a 10 listopada tegoż roku został awansowany na stopień generała majora (gjeneral major). 7 listopada 2013 roku został odwołany ze stanowiska szefa sztabu generalnego.

## Awanse[2]
- kapitan (kapiten; 1992)
- major (major; 1993)
- podpułkownik (nënkolonel; 1999)
- pułkownik (kolonel; 2005)
- generał brygady (gjeneral brigade; 2009)
- generał major (gjeneral major; 2011)[1]

## Odznaczenia
Został odznaczony m.in. Medalem Zasługi Wojskowej.

## Życie prywatne
Żonaty, ma syna i córkę.